# Кохенхаузен, Конрад фон
Конрад фон Кохенхаузен (нем. Conrad von Cochenhausen; 7 июня 1888 — 13 декабря 1941) — германский военачальник, генерал-лейтенант (1938), участник Первой и Второй мировых войн. Во время битвы за Москву попал в окружение и покончил жизнь самоубийством.

## Биография
Начал службу в прусской армии общегерманских войск в 1907 году кадетом, с 1908 года — лейтенант. 1 октября 1913 года поступил в Военную академию. 
С сентября 1914 года участвовал в Первой мировой войне, 18 ноября 1914 года получил звание обер-лейтенанта, 18 апреля 1916 года — капитана. Награжден Железным крестом обоих классов. 
После поражения — в рейхсвере. С 1927 года — майор, с 1931 года — подполковник, с 1933 года — полковник. 1 октября 1934 года назначен начальником Мюнхенской военной школы, 1 января 1937 года получил звание генерал-майора. 1 марта 1938 года назначен командиром 10-й пехотной дивизии, 1 октября 1938 года получил звание генерал-лейтенанта. 
Командовал 10-й пехотной дивизией во время Польской (1939) и Французской (1940) кампаний. В октябре 1940 года назначен командиром 134-й пехотной дивизии, с которой вступил в войну против СССР. В составе 43-го армейского корпуса группы армий «Центр» его дивизия участвовала в Белостокско-Минском сражении, боях в Полесье и под Гомелем, затем участвовала в наступлении на Москву.
В результате советского контрнаступления под Москвой в начале декабря 1941 года дивизия западнее Россошного попала в окружение. Генерал-лейтенант К. фон Кохенхаузен застрелился между 23:00 и полуночью в ночь с 13 на 14 декабря и был найден в своей машине утром 14 декабря 1941 года. Автомобиль находился в 3 км западнее Красной Зари, на обочине железной дороги Елец—Хомутово.